# San Gabriel (Suchitepéquez)
San Gabriel – miejscowość na południowym zachodzie Gwatemali, w departamencie Suchitepéquez. Według danych statystycznych z 2002 roku liczba mieszkańców wynosiła 3408 osób. 
San Gabriel leży około 4 km na południe od stolicy departamentu – miasta Mazatenango. Miejscowość leży na wysokości 294 metrów nad poziomem morza, u podnóża gór Sierra Madre de Chiapas, w odległości około 45 km od brzegu Pacyfiku.

## Gmina San Gabriel
Miejscowość jest także siedzibą władz gminy o tej samej nazwie, która jest jedną z dwudziestu gmin w departamencie. W 2013 roku gmina liczyła 6 148 mieszkańców. Gmina jak na warunki Gwatemali jest mała, a jej powierzchnia obejmuje 16 km². Mieszkańcy gminy utrzymują się głównie z uprawy roli i rzemiosła.
Klimat gminy jest równikowy, według klasyfikacji Köppena, należy do klimatów tropikalnych monsunowych, z wyraźną porą deszczową występującą od maja do października.